# The Grudge (película de 2020)
The Grudge (anteriormente Grudge) (titulada: La maldición en España y La maldición renace en Hispanoamérica) es una película de terror sobrenatural estadounidense de 2020 escrita y dirigida por Nicolas Pesce, y producida por Sam Raimi, Rob Tapert y Taka Ichise. Inicialmente anunciada como un reinicio del remake estadounidense de 2004 y de la película de terror japonesa original de 2002 Ju-on: The Grudge, la película terminó siendo una segunda parte que tiene lugar antes y durante los eventos de la película de 2004 y sus dos secuelas directas, y es la cuarta entrega estadounidense de la serie de películas The Grudge. La película está protagonizada por Andrea Riseborough, Demián Bichir, John Cho, Betty Gilpin, Lin Shaye y Jacki Weaver, y sigue a un oficial de policía que investiga varios asesinatos que aparentemente están relacionados con una sola casa.
Se anunció una secuela en 2011, con una fecha de lanzamiento de 2013 o 2014. En marzo de 2014, se anunció oficialmente que se estaba preparando un reinicio, con Jeff Buhler listo para escribir el guion. En julio de 2017, el cineasta Nicolas Pesce fue contratado para reescribir, basado en el guion de Buhler, y para dirigir la película. La fotografía principal de la película comenzó el 7 de mayo de 2018 en Winnipeg, Manitoba, y finalizó el 23 de junio de 2018.
The Grudge fue lanzada en Estados Unidos el 3 de enero de 2020 por Sony Pictures Releasing. La película recaudó más de $49 millones de dólares en todo el mundo y recibió críticas generalmente negativas por parte de los críticos.

## Argumento
En 2004, la enfermera residente Fiona Landers abandona una casa en Tokio, perturbada por los acontecimientos que ha presenciado en el interior. Fiona le informa a su compañera de trabajo que regresará a Estados Unidos, antes de encontrarse con el fantasma de Kayako Saeki. Fiona llega a su casa en 44 Reyburn Drive en un pequeño pueblo de Pensilvania, y se reúne con su esposo Sam y su pequeña hija Melinda. La maldición de Kayako, sin embargo, se apodera de Fiona, lo que la hace matar a golpes a Sam y ahogar a Melinda antes de suicidarse apuñalándose en la garganta.
Los detectives Goodman y Wilson investigan los asesinatos. Desconcertado por la casa, Goodman se niega a pasar mientras Wilson entra para ver la escena. Al salir, Wilson lentamente comienza a perder la cordura y finalmente se pone histérico cuando ve el fantasma de Fiona afuera del auto de Goodman; después de lo cual intenta suicidarse pegándose un tiro, pero no lo consigue. Esto deja a Wilson con el rostro desfigurado y confinado a un asilo psiquiátrico mientras Goodman deja de investigar el caso.
Poco después del asesinato de los Landers, pero antes de que alguien descubra su muerte, los agentes inmobiliarios Peter y Nina Spencer se enteran de que lo más probable es que su hijo por nacer nazca con un trastorno genético raro ALD, lo que angustia a la pareja. Peter busca vender 44 Reyburn Drive y se encuentra con el fantasma de Melinda, presumiendo que es una chica perdida, que sangra abundantemente por la nariz.
Mientras habla por teléfono con Peter, Nina acepta que deben quedarse con su hijo. Peter es atacado por los fantasmas de Fiona y Melinda antes de huir de la casa y la maldición lo corrompe rápidamente. El poseído Peter regresa a su casa, donde mata a Nina y a su hijo por nacer antes de ahogarse (o posiblemente asesinado por el fantasma de Fiona) en la bañera.
En 2005, la pareja de ancianos Faith y William Matheson se mudan a la casa. Faith sufre de demencia y una enfermedad terminal. Después de mudarse, Faith es infectada por la maldición y comienza a ver a Melinda por la casa. Su cordura declina rápidamente, lo que hace que William llame a Lorna Moody, una asesora de suicidio asistido.
Perturbada, Lorna le sugiere a William que salgan de la casa, pero William revela que está al tanto de los fantasmas y sugiere que implica un futuro en el que las personas pueden estar con sus seres queridos después de la muerte. Lorna más tarde descubre que Faith ha matado a William y se ha cortado los dedos. Lorna huye horrorizada solo para ser atacada por el fantasma de Sam en su auto, que se estrella y la mata.
En 2006, la detective novato Muldoon se muda a la ciudad con su hijo Burke luego de la muerte de su esposo por cáncer. Muldoon junto con Goodman, su nuevo compañero, son llamados al bosque donde se ha descubierto el cadáver de Lorna. Goodman se siente incómodo cuando se enteran de que Lorna había estado visitando 44 Reyburn Drive. Al darse cuenta de esto, Muldoon lo interroga, y revela su sospecha de que la casa está maldita y afirma que no quiere tener nada que ver con ella.
Muldoon va a la casa y descubre a Faith desorientada y el cadáver de William. Faith es llevada a un hospital, donde ve a Melinda y se tira de un rellano de escalera, suicidándose. Mientras Muldoon continúa investigando el caso, los fantasmas de los Landers la persiguen. Visita a Wilson en el asilo, quien le dice que todas las personas que entren a la casa serán víctimas de la maldición. Wilson luego se saca los ojos para que pueda dejar de ver a los fantasmas. Temeroso de que la maldición la haga herir a su hijo, Muldoon confía en Goodman y descubre que la maldición comenzó con una familia en Japón; Fiona es quien lo trajo al extranjero. Después de ser atacada nuevamente por los fantasmas de los Landers, Muldoon va a la casa y la rocía con gasolina mientras ve visiones de cómo Fiona asesinó a su familia. Ella es engañada para que vea a Burke, sin embargo, se da cuenta de que no es realmente él después de que él no repite una frase que los dos usan regularmente. La casa arde hasta los cimientos cuando Muldoon abraza a su verdadero hijo afuera.
Algún tiempo después, Muldoon abraza a Burke antes de irse a la escuela, solo para ver a otro Burke salir de la casa. El "Burke" al que está abrazando se revela como Melinda. Muldoon es arrastrada por el fantasma de Fiona, convirtiéndose en la próxima víctima de la maldición.

### Final internacional
Después de que Muldoon incendia la casa hasta los cimientos, ve a Burke mirándola. Algún tiempo después, la pareja está conduciendo por una carretera hacia un nuevo hogar. Cuando se detienen en el camino de entrada de su casa y entran, los créditos comienzan a rodar.

## Elenco
- Andrea Riseborough como Detective Muldoon.[7]
- Demián Bichir como Detective Goodman.[8]
- John Cho como Peter Spencer.[9]
- Betty Gilpin as Nina Spencer[10]
- Lin Shaye como Faith Matheson.[11]
- Jacki Weaver como Lorna Moody.[10]
- William Sadler como Detective Wilson.[10]
- Frankie Faison como William Matheson.[10]
- John J. Hansen como Burke
- Tara Westwood como Fiona Landers.[4]
- David Lawrence Brown como Sam Landers.
- Zoe Fish como Melinda Landers.
- Nancy Sorel como Agente Cole.
- Stephanie Sy como Enfermera Amnio.
- Joel Marsh Garland como Detective Greco.
- Robin Ruel como Doctor Friedman
- Bradley Sawatzky como Oficial Michaels.
- Junko Bailey como Kayako Saeki.

Los personajes de Toshio Saeki y Yoko de películas anteriores de The Grudge también aparecen brevemente en la apertura de la película, interpretados respectivamente por un modelo de mano y una actriz de voz no acreditadas.

## Producción
Una cuarta entrega estadounidense de la serie de películas The Grudge se anunció por primera vez en agosto de 2011, que será desarrollada por Ghost House Pictures y Mandate Pictures. También se anunció que la película iba a ser un reinicio, aunque no se confirmó si la película sería un estreno en cines o directo a video como The Grudge 3. En noviembre de 2011, Roy Lee, quien fue productor ejecutivo de las tres películas anteriores, reveló que los productores aún estaban indecisos sobre lo que supondría la cuarta entrega. Según Lee, todavía estaban "escuchando tomas de los escritores sobre lo que podrían aportar sobre lo que piensan sobre una nueva versión".
El 20 de marzo de 2014, se anunció que Jeff Buhler había sido contratado para escribir el guion, y que la película sería producida por Ghost House Pictures y Good Universe. Buhler declaró en abril que la película no incluiría la película de 2004 ni ninguna de las películas japonesas de Ju-on. En cambio, introduciría nuevos fantasmas, personajes y mitología. Buhler también aclaró que aunque la mitología se empujaría hacia adelante, intentarían mantener el "concepto y el espíritu" de las películas. También se informó que el personaje de Kayako Saeki, que había sido fundamental en las tres entregas anteriores, estaría ausente en el reinicio.
A principios de julio de 2017, se anunció que Nicolas Pesce había sido contratado como director y que volvería a escribir el borrador del guion de Buhler. Pesce ha declarado que sería "[mucho] más oscuro, más valiente y más realista".
La estrella Lin Shaye declaró:

"Lo que lo hará realmente diferente es [Nicolas] Pesce, que es el escritor/director, que es extraordinario. Quiero decir, es un verdadero visionario. Me lo pasé fenomenal trabajando con él. Estaba muy abierto a mis ideas, que me dijo que nunca lo es. Dijo, no suelo dejar que los actores hagan lo que quieren. Dijo: Pero en tu caso, no había reglas. Me inspiré. Las ideas que se me ocurrieron se inspiraron en lo que él era creando. Y él lo reconoció y lo permitió".

En marzo de 2018, se anunció que Andrea Riseborough protagonizaría la película. Posteriormente, se anunció que Demián Bichir también se había unido al elenco y que el rodaje estaba programado para comenzar en mayo de 2018. John Cho y Lin Shaye se agregaron al elenco en marzo de 2018, y en abril de 2018, Jacki Weaver, Betty Gilpin, William Sadler y Frankie Faison también firmaron.
La fotografía principal comenzó el 7 de mayo de 2018 en Winnipeg, Manitoba, y terminó el 23 de junio de 2018. En junio de 2019 se realizaron más fotografías y nuevas tomas.

## Estreno
The Grudge fue lanzada por Sony Pictures Releasing el 3 de enero de 2020.

### Versión Casera
The Grudge fue lanzada en Digital HD el 10 de marzo de 2020 y estaba programada para lanzarse en DVD y Blu-ray el 24 de marzo de 2020.

## Recepción

### Taquilla
Al 19 de marzo de 2020, The Grudge ha recaudado $21.2 millones en los Estados Unidos y Canadá, y $28.3 millones en otros territorios, para un total mundial de $49.5 millones, frente a un presupuesto de producción de $10-14 millones.
En Estados Unidos y Canadá, se proyectaba que The Grudge recaudaría entre 11 y 15 millones de dólares en 2642 salas de cine en su primer fin de semana. La película ganó $5.4 millones en su primer día, incluidos $1.8 millones de los avances del jueves por la noche. Luego debutó con $11.4 millones, terminando quinto y marcando la apertura más baja de cualquier película de cine estadounidense en la serie. La película cayó un 69% en su segundo fin de semana a $3.5 millones, terminando undécimo.

### Crítica
En el sitio web del agregador de reseñas Rotten Tomatoes, The Grudge tiene un índice de aprobación del 21% basado en 121 reseñas, con una calificación promedio de 4.16/10. El consenso crítico del sitio web dice: "Aburrida y derivada, el reinicio de The Grudge desperdicia un elenco y un cineasta talentosos en sustos diluidos que pueden dejar a los espectadores con sus propias quejas". En Metacritic, la película tiene una puntuación promedio ponderada de 41 de 100, sobre la base de 28 críticos, indica "exámenes mixtos o promedio". Las audiencias encuestadas por CinemaScore le dieron a la película una calificación promedio poco común de "F" en una escala de A+ a F (una de las 19 películas que recibieron la calificación a, en abril de 2020), mientras que los de PostTrak le dieron un promedio 0.5 de 5 estrellas.
Escribiendo para el San Francisco Chronicle, Mick LaSalle dijo que la película era todo premisa y sin desarrollo, y agregó: "Vi esta película en medio del día, después de haber dormido bien por la noche, y tuve que abofetearme despierto un par de veces". Owen Gleiberman de Variety calificó la película como "un reinicio de una nueva versión de una película que no fue tan aterradora para empezar", y escribió: "The Grudge sigue adelante como si fuera algo más que basura de fórmula, yendo y viniendo entre los desafortunados que han sido tocados por la maldición de esa casa". Nick Allen de RogerEbert.com le dio a la película 3 de 4 estrellas, diciendo que "a menudo tan desagradable como quieres que sea, sus cursis sobresaltos y su empaque genérico al diablo".
Chris Evangelista, de SlashFilm, escribió: "Aquí hay muchas cosas horripilantes, y muchas de ellas se hacen de manera práctica, lo que podría atraer a algunos sabuesos. Pero eso solo puede llegar hasta cierto punto. La película Los Ojos de mi Madre de Pesce tiene diez veces menos sangre que esta y aun así logró ser diez veces más aterrador. Esperamos que vuelva a hacer algo así, y pronto". Kate Erbland de IndieWire escribió: "Breves momentos de brillantez, incluida una actuación fascinante de Riseborough y una serie de magníficos fotogramas, solo brillan con un atractivo momentáneo antes de que todo vuelva a caer en la vacuidad y la convención". Ben Kenigsberg, del New York Times, dijo: "El remake permanece maldito por un concepto fatalmente tonto".
Richard Whittaker de The Austin Chronicle escribió: "Una adición de nivel superior a una franquicia de terror de larga duración que podría decirse que merece algo mejor que un lanzamiento de enero". Noel Murray de Los Angeles Times escribió: "Esta no es una película de terror 'divertida'. Se trata de miserias tanto sobrenaturales como mundanas. Y, sí, da miedo. Las raíces artísticas de Pesce son evidentes en la primera hora de grabación lenta de la película. Pero en el último tercio, The Grudge se acumula en los sustos explícitos de sangre y saltos, todo lo que lleva a una escena final y una toma final tan aterradora como cualquier cosa en la serie original. Si los fantasmas enojados y vengativos de 'Ju-On' deben perdurar, bien podrían ser desplegados por alguien que sepa cómo hacer que sus ataques sean contundentes".

## Futuro
En septiembre de 2019, el director de The Grudge, Nicolas Pesce, expresó interés en una película cruzada entre The Grudge y la serie de películas The Ring, que se realizó por primera vez en 2016 con Sadako vs. Kayako. En enero de 2020, Pesce expresó mayor interés en que una secuela se desarrollara en una parte del mundo diferente a Estados Unidos o Japón, y en un período de tiempo "menos contemporáneo" diferente en comparación con películas anteriores.